# Schuhschachtel

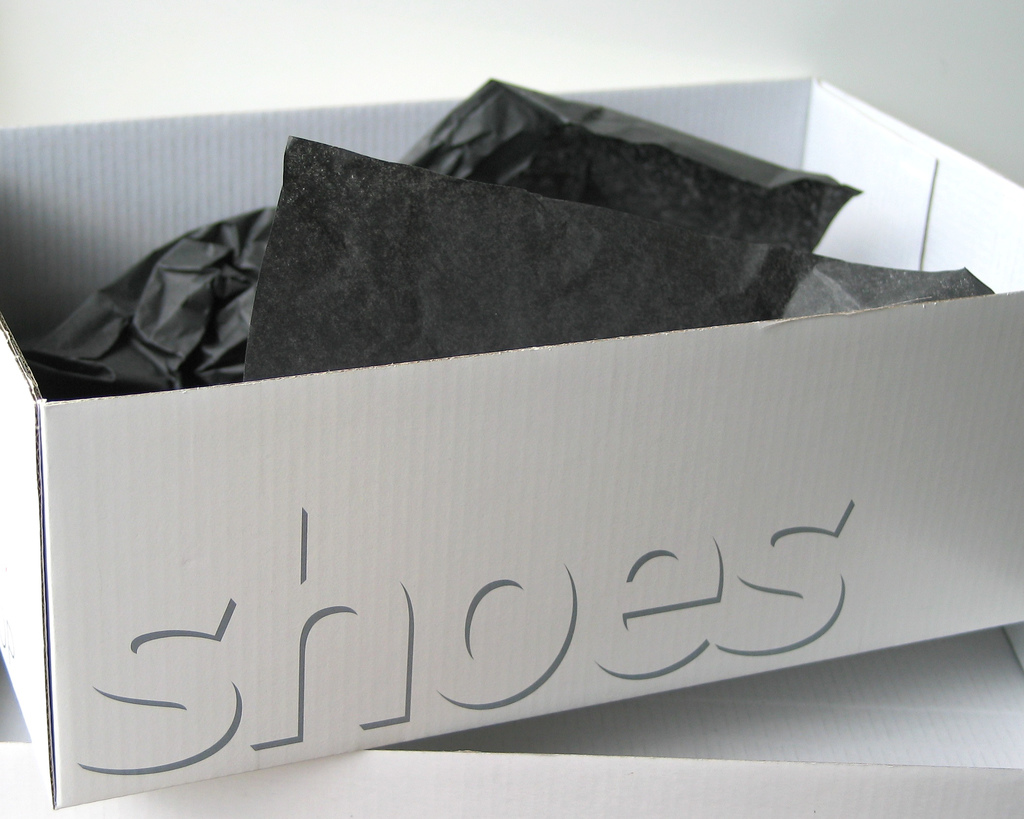
Quaderförmiger Schuhkarton aus Pappe auf abgenommenem Deckel

Die Schuhschachtel (auch: Schuhkarton) ist eine für Schuhe, Stiefel oder andere formstabile Fußbekleidung verwendete Transport- und Verkaufsverpackung, die auch als Aufbewahrungsbehälter für das Schuhwerk benutzt werden kann.

## Beschreibung
Die traditionelle Form ist zumeist quader- oder würfelförmig, seltener vieleckig oder gar rund oder oval. Eine Schuhschachtel wird heute überwiegend aus kaschierter oder bedruckter Hartpappe hergestellt und daher oft als Schuhkarton bezeichnet. Zum Schutz werden die Schuhe meist noch in Papier eingeschlagen, z. B. Packpapier oder Seidenpapier; teils werden die Schuhschachteln zusätzlich mit Schaumpolystyrolkugeln oder Ähnlichem gefüllt.

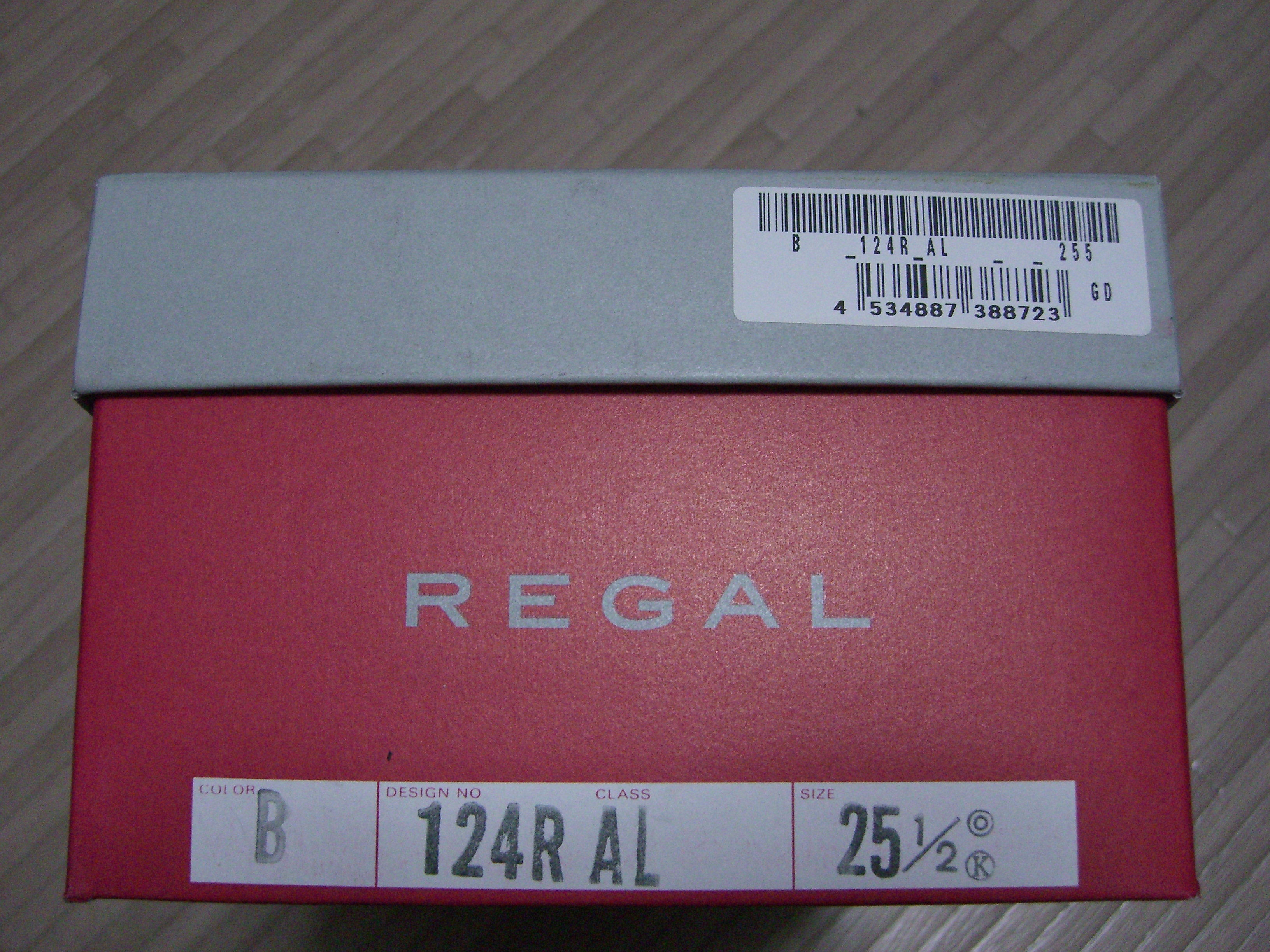
Stirnseite einer Schuhschachtel (Stülpdeckelschachtel) mit Barcode-Etikett und Handels-Angaben.

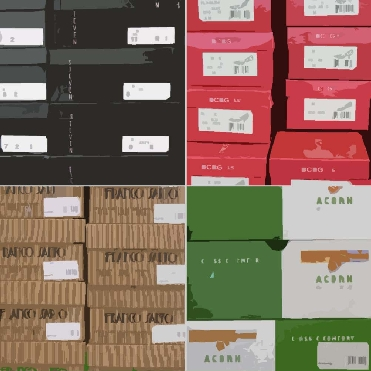
Beispiele: Schuhschachteln verschiedener Hersteller in unterschiedlichen Designs und Farben.

Schuhschachteln sind in der Regel zweiteilig und bestehen meistens aus einem höheren, oben offenen Behältnis. Bei Stülpdeckelschachteln werden die zugehörigen Deckel als sogenannte (Über-)Stülpdeckel ausgebildet, wobei meistens flache Deckel (Innenhöhe etwa 35–50 mm) gebräuchlich sind, und seltener tiefe Deckel (Höhe wie das Behältnis). Darüber hinaus gibt es teils anders ausgeformte Schachteln, bei denen der Deckel Teil des Behältnisses ist, wie etwa Klappdeckel, die meistens an einer Längsseite mit dem Behältnis verbunden sind. Schuhschachteln werden teils auch mit einem Griffloch ausgestattet, insbesondere bei Verwendung für (schwerere) Herrenschuhe, sowie eher selten mit Eckverstärkungen (Kofferecken) aus Metall oder Kunststoff.
Die Größen von Schuhschachteln orientieren sich meistens an handelsüblichen Standardgrößen, die einerseits das jeweilige Schuhwerk in unterschiedlichen Schuhgrößen aufnehmen können, aber anderseits auch logistische Erfordernisse des Transports und der Lagerung berücksichtigen. Insbesondere die Stapelbarkeit ist dabei wichtig, gerade bei Transporten „zu Fuß“ über geringe Entfernungen. Gängige Innenabmessungen für normale Schuhkartons sind etwa 200–205 mm Breite, 320–340 mm Länge und 100–125 mm Höhe; bei Schuhkartons für Kinderschuhe etwa 250–270 mm Breite, 170–230 mm Länge und 100 mm Höhe. Kartons für Stiefel usw. sind entsprechend größer. Form, Farbe und Design von Schuhschachteln sind auch abhängig von aktuellen Trend- und Zeitgeistströmungen. Sie dienen teils als „Verkaufshelfer“, sind oft „Botschafter der Herstellermarke“ (vgl. Corporate Design) und somit Bestandteil des Gesamtdesigns beim Schuhkauf, so dass viele Käufer großen Wert auf dieses Aufbewahrungsmittel legen.
Im Jahr 2005 wurden in Deutschland über 90 Millionen Paar Schuhe verkauft, wovon alleine die Schuhhandelskette Deichmann-Schuhe, die mit einem Marktanteil von zwei Dritteln deutscher Marktführer ist, über 60 Millionen Paar verzeichnete. Es kann von einer geringfügig darunter liegenden Anzahl von Schuhschachteln pro Jahr ausgegangen werden, mithin für 2005 knapp 90 Millionen Stück. Analog zu der inländischen Schuhproduktion von etwa 24 Millionen Paar im Jahr 2005 kann angenommen werden, dass die deutsche Verpackungsindustrie im selben Jahr deutlich unter 20 Millionen Stück Schuhschachteln im Inland produzierte. Die restliche Produktion von Schuhschachteln erfolgte im Rahmen der ausländischen Schuhproduktion ebenfalls im Ausland, dabei zunehmend im asiatischen Bereich wie allgemein bei Schuhen.
Kennzeichen nahezu aller Schuhschachteln ist es, dass sie sich mehrfach schnell und zerstörungsfrei öffnen und wieder schließen lassen, das heißt entsprechend robust und beständig ausgebildet sind. Der Grund liegt darin, dass Schuhe in der Regel von Kunden vor dem Kauf im Hinblick auf Passform, Gehkomfort und modisches Aussehen anprobiert werden und eine Kaufentscheidung meistens erst nach Anprobieren mehrerer Schuhmodelle getroffen wird. Schuhschachteln müssen deshalb mehrere Öffnungs- und Schließvorgänge unbeschadet überstehen und unterscheiden sich dadurch von sonst üblichen Transport- und Verkaufsverpackungen. Darüber hinaus werden Schuhschachteln teils auch von den Käufern als Aufbewahrungsbehälter für das jeweilige Schuhwerk „weiterverwendet“.

## Geschichte
Schuhschachteln aus Papierwerkstoffen wie Pappe kamen etwa Mitte des 19. Jahrhunderts im Zuge der beginnenden industriellen Schuhproduktion auf, als praktikable und zugleich kostengünstige Schutzverpackungen für den Transport von der Fabrik zu den Händlern notwendig wurden. Herkömmliche Materialien wie Holz oder Leder wurden seitdem für Schuhschachteln zunehmend weniger verwendet und kommen heutzutage nur noch bei entsprechenden Accessoires zu sehr hochwertigen und hochpreisigen Schuhen sowie zu Maßschuhen vor.

## Weitere Nutzungen der Schuhschachtel

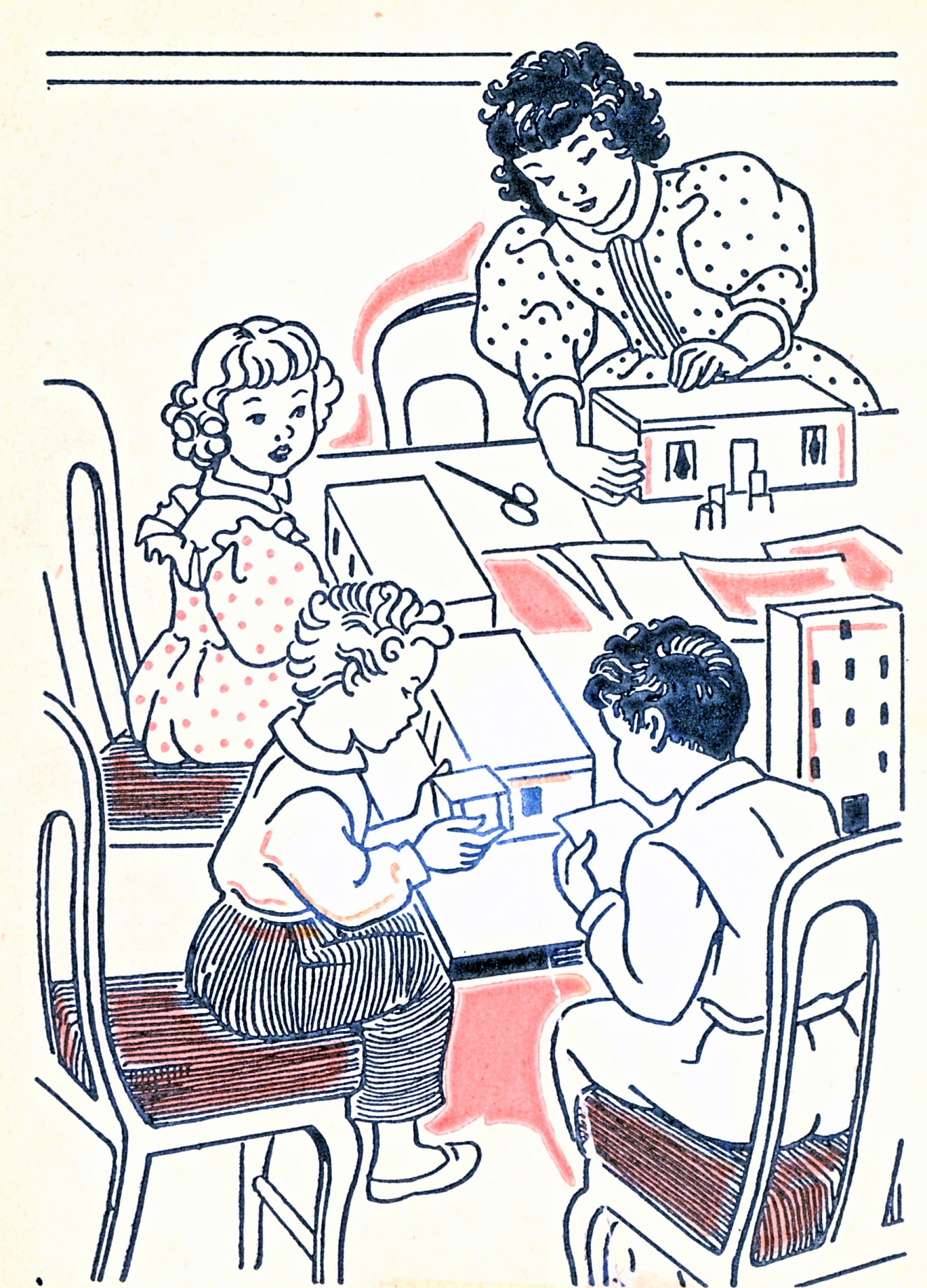
Schuhschachteln als beliebtes Bastelmaterial

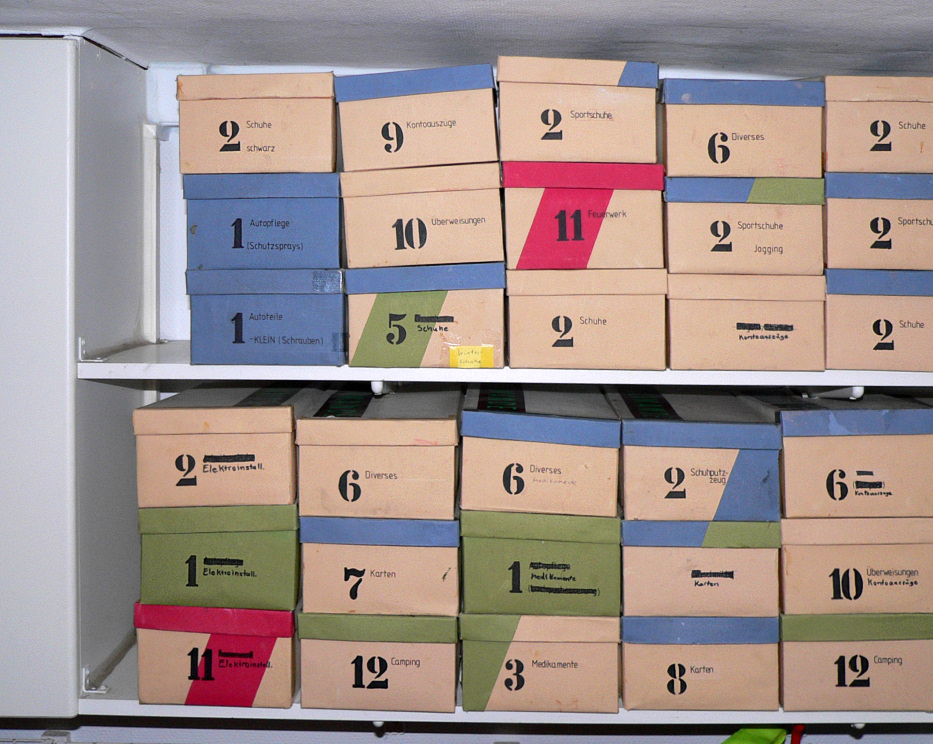
Schuhkartons Marke Salamander als Ordnungssystem zur Aufbewahrung

In der Alltagskultur werden Schuhschachteln abseits ihrer eigentlichen Funktion als Schuhbehältnis gerne als Allzweckkiste für allerlei Kram genutzt, insbesondere zur Aufbewahrung und zum Sammeln von Fotos, Briefmarken und kleinen Schriftstücken, wie etwa Briefe und Notizzettel. So fand sich auch im Nachlass des schweizerischen Schriftstellers Robert Walser eine Schuhschachtel mit einer Unzahl seiner textlichen Bleistiftminiaturen, den sogenannten Mikrogrammen, die erst lange nach seinem Tod literarisch ausgewertet wurden.
Solche „Zweckentfremdungen“ von Schuhschachteln werden teilweise auch im Kultur- und Wissenschaftsbereich thematisiert bzw. als Metapher verwendet. So gab die österreichische Schriftstellerin und Regisseurin Marlene Streeruwitz einem von ihr 2002 (als Samuel-Fischer-Gastprofessorin für Literatur der Freien Universität Berlin) in der Bundeskunsthalle in Bonn gehaltenen, seinerzeit viel beachteten Vortrag mit Überlegungen zum öffentlichen Sprachgebrauch in den Debatten nach den Terroranschlägen am 11. September 2001 den provokanten Titel: „Vom Leben der Hamster in Schuhschachteln“. Dabei wird der Begriff „Schuhschachtel“ bzw. „Schuhkarton“ oft im Sinne von „Einfachheit“ und dann eher mit negativer Bedeutung verwendet, wie zum Beispiel bei der Redensart von der „Schuhschachtelbuchhaltung“ bzw. „Schuhkartonbuchhaltung“.

## Konzerthaus-Typ
Metaphorisch und nicht etwa abschätzig wird die Bezeichnung Schuhschachtel (englisch shoebox) für lange, quaderförmige Konzertsäle verwendet (Schuhschachtel-Prinzip). Solche Konzertsäle sind relativ häufig, und ihre Akustik wurde von vielen Komponisten wie zum Beispiel Joseph Haydn zur Erzielung von Effekten genutzt.